# Sinonyx jiashanensis
Sinonyx jiashanensis (лат.) — вымершее хищное млекопитающее семейства мезонихид. Обитало на территории Китая в палеоцене, около 56 млн лет назад. Окаменелые останки вида были найдены в провинции Аньхой.
Это был наземный хищник, похожий на собаку и ростом с крупного волка: около 1,3 м в длину и примерно 50 кг весом. Удлинённые челюсти были вооружены многочисленными острыми зубами, причём высокие предкоренные зубы и задние резцы выполняли функцию дополнительных клыков, помогая удерживать добычу. Короткие ноги по своей анатомии были схожи с ногами примитивных копытных, а пальцы заканчивались короткими и тупыми копытоподобными когтями. Бегал Sinonyx плохо и, скорее всего, нападал из засады на медлительных крупных животных или питался падалью.